# Cistercian Studies Quarterly
Cistercian Studies Quarterly (CSQ) est le titre d'une revue éditée par l'ordre cistercien de la Stricte Observance (les trappistes). Elle a été fondée en 1966 aux États-Unis en tant que ramification en anglais de la revue Collectanea Cisterciensia dont les textes sont principalement en français.